# Vallesvilles
Vallesvilles – miejscowość i gmina we Francji, w regionie Oksytania, w departamencie Górna Garonna.
Według danych na rok 1990 gminę zamieszkiwały 332 osoby, a gęstość zaludnienia wynosiła 41 osób/km² (wśród 3020 gmin regionu Midi-Pireneje Vallesvilles plasuje się na 735. miejscu pod względem liczby ludności, natomiast pod względem powierzchni na miejscu 1239.).

## Pomniki

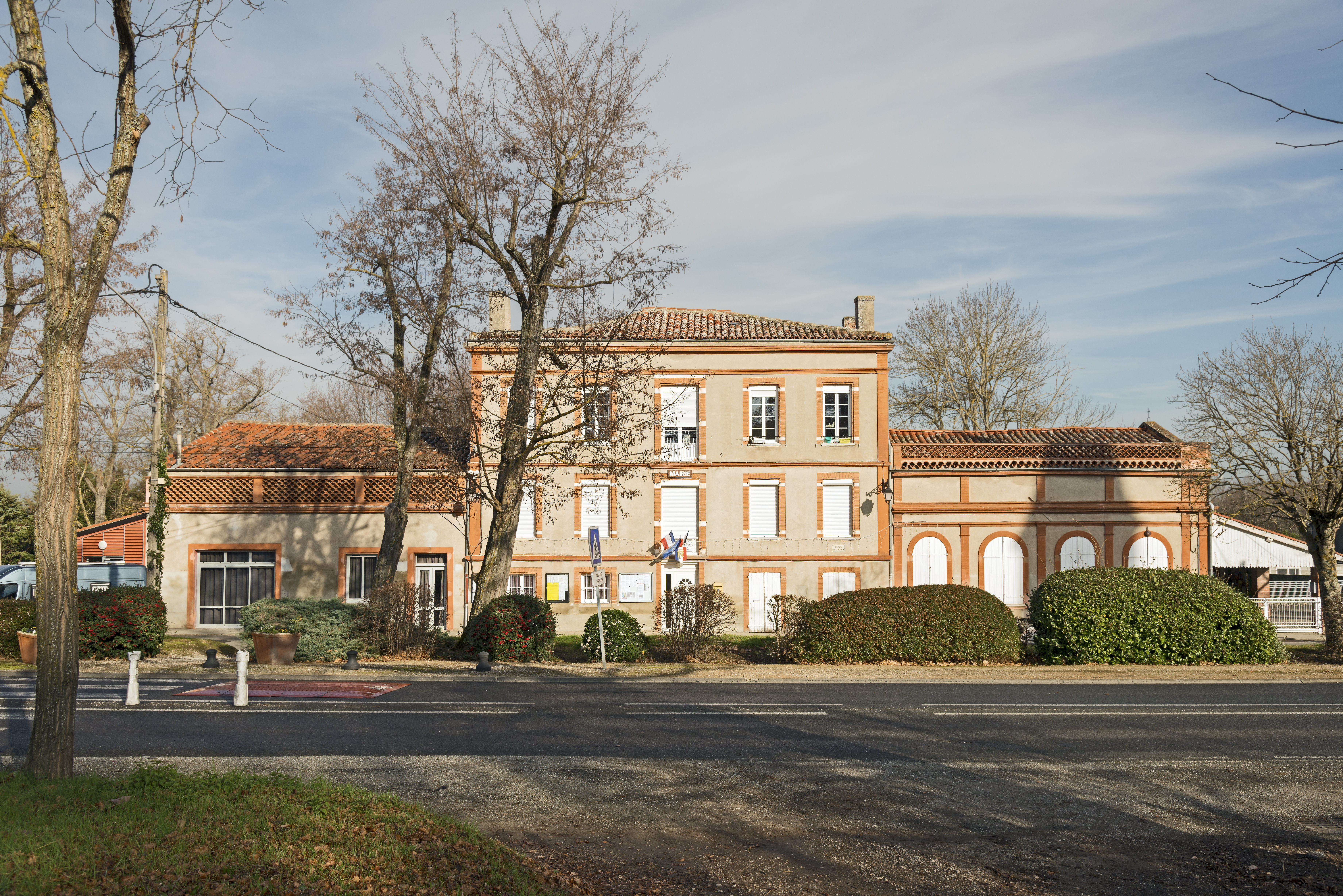
Ratusz.
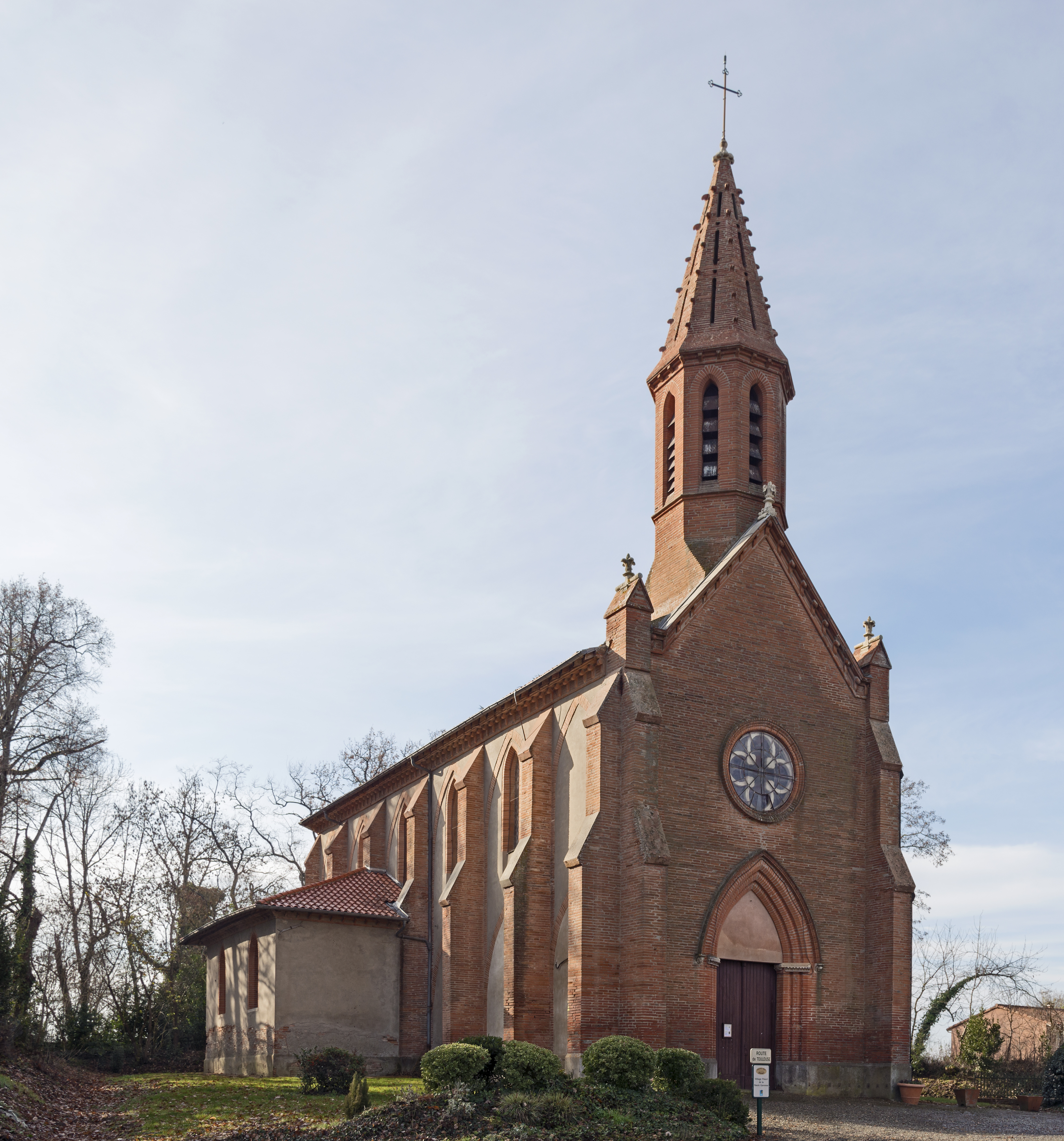
Kościół St. przez Martina